# Bathyraja longicauda
Bathyraja longicauda es una especie de pez de la familia de los Rajidae en el orden de los Rajiformes.

## Reproducción
Es ovíparo y las hembras ponen huevos envueltos en una cápsula córnea.

## Hábitat
Es un pez marino demersal y de clima subtropical.

## Distribución geográfica
Se encuentra en el océano Pacífico suroriental: Chile.

## Observaciones
Es inofensivo para los humanos.